# 糸島市立前原西中学校
糸島市立前原西中学校（いとしましりつ まえばるにしちゅうがっこう）は、福岡県糸島市荻浦にある公立中学校。

## 沿革
- 1985年4月5日 - 前原町立前原中学校より独立し前原町立前原西中学校として開校。生徒数830名。
- 1989年4月8日 - 難聴児特別学級「ことばの教室」開設
- 1992年10月1日 - 市制施行により、前原市立前原西中学校に改称。
- 2010年1月1日 - 糸島市発足に伴い、糸島市立前原西中学校に改称。

## 部活動
運動部
- 野球部
- バスケットボール部
- 柔道部
- 剣道部
- 水泳部
- バレーボール部
- 陸上部
- 駅伝部
- サッカー部
- 卓球部
- バドミントン部

文化部
- 吹奏楽部
- 科学技術部
- 学習ボランティア部
- ESS部
- 放送部